# خطابات روحية (كتاب)
خطابات روحية (في بعض المصادر يُذكر بعنوان الأقوال الروحية) (الفارسية: گفتارهای معنوی) أو الحرية الروحية (الفارسية: آزادی معنوی) هو كتاب يحتوي على خمسة عشر محاضرة ألقاها مرتضى مطهري. الجانب المشترك بين كل هذه المحاضرات هو تأملاتها في تحسين الذات وزراعتها، على الرغم من أنها تتناول أيضًا قضايا اجتماعية في بعض النقاط.

## الخلفية
ألقيت أغلب المحاضرات في حسينية الإرشاد [الإنجليزية] بين عامي 1968 و1971 في مدينة طهران بإيران. وتتعلق موضوعاتهم بقضايا روحية تتعلق ببناء الذات وزراعة الذات. ويشير مرتضى مطهري إلى الأنثروبولوجيا الفلسفية لشرح واستكشاف هذه المفاهيم.
صدرت الطبعة الأولى من كتاب "أقوال روحية" في عام 1986، وتتكون من ثلاثة عشر محاضرة موزعة على ثمانية فصول في إيران. في الطبعة التاسعة عشرة، أُضيفَت محاضرتان إلى الفصل الثاني. العنوان الفارسي للكتاب گفتارهای معنوی، أُعيد تسميته إلى الحرية الروحية (آزادی معنوی) بعد عدة طبعات من الناشر. وقد أعيد طبعه أكثر من 80 مرة في إيران.

## الفصول
يحتوي الكتاب على ثمانية فصول:
1. الحرية الروحية ( الفارسية: آزادی معنوی ) - محاضرتان ألقيتا في عام 1969 في حسينية الإرشاد [الإنجليزية]، طهران.[13][14]
2. العبادة والصلاة ( الفارسية: عبادت و دعا ) - أربع محاضرات ألقيت عام 1970 في حسينية الإرشاد، طهران.[15]
3. التوبة ( الفارسية: توبه ) - محاضرتان ألقيتا في عام 1970 في حسينية الإرشاد، طهران.[16]
4. الهجرة والجهاد ( الفارسية: هجرت و جهاد ) - ثلاث محاضرات ألقيت سنة 1971 في مسجد نارمك بطهران.[17]
5. نبل وشهامة الروح ( الفارسية: بزرگی و بزرگواری روح برگواری روح ) - محاضرة ألقيت في 8 نوفمبر 1970، في حسينية الإرشاد، طهران.[18]
6. الإيمان بالغيب ( الفارسية: ایمان به غیب ) - محاضرة ألقيت في نوفمبر 1968 في منزل خاص.[19]
7. معايير الإنسانية ( الفارسية: معیار انسانیت چیست؟ ) – محاضرة جامعية.[20]
8. المدرسة الإنسانية ( الفارسية: مکتب انسانیت ) - محاضرة ألقيت في كلية الهندسة، جامعة طهران.[21]

## الاستقبال
وفي لقاء مع مجموعة من الشعراء في 15 أغسطس/آب 2011، أوصى المرشد الأعلى للثورة الإسلامية في إيران علي خامنئي بهذا الكتاب بعد أن أشار إلى فائدة قراءة القرآن الكريم، ونهج البلاغة، والصحيفة السجادية

## الترجمات
نُشر الكتاب الأول باللغة الفارسية، وتُرجم إلى الإنجليزية، والأردية، والإسبانية والعربية.

## طالع أيضًا
- مبادئ الفلسفة ومنهج الواقعية
- الأخلاق الجنسية في الإسلام والعالم الغربي [الإنجليزية]
- فهم العلوم الإسلامية [الإنجليزية]
- حكايات الرجال الأتقياء [الإنجليزية]
- أطلس الشيعة
- حديقة الحقيقة
- تأملات حول حركة عاشوراء [الإنجليزية]
- خطوة بخطوة نحو الاتحاد مع الله [الإنجليزية]